# Бєломор'я (селище)
Бєломор'я (рос. Беломорье) — селище в Приморському районі Архангельської області Російської Федерації.
Населення становить 318 осіб. Входить до складу муніципального утворення Катунинське поселення.

## Історія
Від 2004 року входить до складу муніципального утворення Катунинське поселення.

## Населення
| 2002 | 2010 | 2012 |
| ---- | ---- | ---- |
| 342  | ↘275 | ↗318 |